# 毛特
毛特是德国巴伐利亚州的一个市镇。总面积28.89平方公里，总人口2398人，其中男性1192人，女性1206人（2011年12月31日），人口密度83人/平方公里。